# Reaktivita jaderných reaktorů
Reaktivita je odchylka od kritického stavu jaderného reaktoru. Pro kritický stav je reaktivita rovna nule. Čím je větší absolutní hodnota reaktivity v aktivní zóně reaktoru, tím více je reaktor odkloněn od kritičnosti.
Pozn.: na začátku kampaně je do reaktoru vloženo více paliva, než je potřeba k udržení štěpné reakce. Tomuto přebytku se říká zásoba reaktivity a je provozně nezbytná, protože palivo v reaktoru postupně vyhořívá a klesá jeho reaktivita, efekt který způsobuje postupný útlum štěpné reakce.

## Základní popis
Reaktivita se značí písmenem ρ a počítá se dle vzorce:
{\displaystyle \rho ={k_{ef}-1 \over k_{ef}}}
kde {\displaystyle {k_{ef}}} je efektivní koeficient násobení (efektivní multiplikační faktor), který je definovaný jako poměr mezi počtem neutronů současné generace a generace předchozí.
- {\displaystyle {\rho }>0} - nadkritický stav, výkon reaktoru roste.
- {\displaystyle {\rho }=0} - kritický stav, výkon reaktoru je ustálený.
- {\displaystyle {\rho }<0} - podkritický stav, výkon reaktoru klesá.

Jedná se o bezrozměrné číslo, ale často se používají jednotky. Nejběžnější jednotky pro energetické reaktory jsou jednotky pcm nebo procenta %. Taky se používají dolary $ jako jednotka vyjadřující hodnotu reaktivity odpovídající kritičnosti reaktoru na okamžitých neutronech. V případě aktivní zóny reaktoru s podílem zpožděných neutronů {\displaystyle {\beta _{ef}}} = 0,006 (0,6 %) se jeden dolar rovná přibližně 600 pcm. Pokud je reaktivita aktivní zóny rovna jednomu dolaru, reaktor je kritický na rychlých neutronéch a téměř neřiditelný.

## Regulace reaktivity
Regulace reaktivity v tlakovodních reaktorech je zabezpečena systémy mechanických orgánů (regulační tyče), které zajišťují kompenzaci rychlých změn reaktivity a systémem borové regulace, který zajišťuje dlouhodobou kompenzaci pomalých změn reaktivity v průběhu kampaně reaktoru a hlubokou podkritičnost při výměně paliva a v havarijních situacích. Dále na regulaci reaktivity se používají vyhořívající absorbátory jako je gadolinium a bór, kterých účinek během kampaně postupně klesá.

## Koeficienty reaktivity
Koeficient reaktivity reaktoru je obecně definován jako změna reaktivity při jednotkové změně hodnoty některého jeho parametru a ostatních parametrech nezměněných.
Koeficienty reaktivity lze stanovit pro řadu jevů. Například mohou být stanoveny koeficienty reaktivity pro změny výkonu reaktoru. Když se tedy zvýší výkon reaktoru, lze identifikovat změnu reaktivity potřebnou ke kompenzaci změny výkonu. Další zajímavý jev, který má významný reaktivní účinek, je tvorba bublin nebo dutin v důsledku varu chladicí kapaliny. Při návrhu reaktoru se musí věnovat zvláštní pozornost efektu reaktivity spojeného s tvorbou bublin chladicí kapaliny, protože může mít významný dopad na jadernou bezpečnost.
Štěpení paliva vede k uvolňování energie, díky které roste teplota jednotlivých složek aktivní zóny reaktoru. Nárůst teploty má za následek změnu hustot materiálů, geometrii aktivní zóny a jaderně-fyzikálních konstant. Změny vlastností aktivní zóny mají vliv na neutronovou bilanci, což vede i ke změně reaktivity.
Koeficienty reaktivity charakterizují změny reaktivity ρ v důsledku změn charakteristik provozu jaderného reaktoru a jsou důležitými kinetickými charakteristikami, které definují zpětné vazby během provozu jaderných reaktorů.
Důležité koeficienty reaktivity v tepelných reaktorech jsou:
- Dopplerův koeficient teploty paliva
- Teplotní koeficient reaktivity moderátoru
- Tlakový koeficient reaktivity moderátoru
- Dutinový koeficient reaktivity moderátoru
- Celkový výkonový koeficient reaktivity

### Dopplerův koeficient teploty paliva
Dopplerův koeficient charakterizuje změnu reaktivity aktivní zóny při změně teploty paliva o jeden stupeň Celsia při konstantní teplotě moderátoru a při daných rozměrech aktivní zóny.
S rostoucí teplotou štěpného materiálu (paliva) se rozšiřují rezonance účinných průřezů pro absorpci neutronů (Dopplerův efekt) a mění se pravděpodobnost rezonančního záchytu. To znamená, že se zvyšuje tepelný pohyb atomů (paliva) a tím se mění i pravděpodobnost interakce s neutrony. Změna rychlosti atomů vlivem teploty v porovnání s rychlostí nadtepelných neutronů je malá – změna teploty má vliv v rezonanční oblasti, kde i malá změna energie způsobí velkou změnu velikosti makroskopických účinných průřezů .
Při růstu teploty Dopplerův efekt vnáší do aktivní zóny zápornou zpětnovazební reaktivitu a tím tlumí zvyšování výkonu. Dominantní vliv má Dopplerův koeficient v grafitových plynem chlazených reaktorech.

### Teplotní koeficient reaktivity moderátoru
Teplotní koeficient reaktivity charakterizuje změnu reaktivity při změně teploty moderátoru o jeden stupeň Celsia.
S růstem teploty dochází k posunu neutronového spektra směrem k vyšším energiím, roste průměrná energie neutronů a mění se efektivní mikroskopické účinné průřezy. Je třeba zdůraznit, že teplotní koeficient reaktivity moderátoru se s růstem teploty a vyhoření stává zápornějším v důsledku snižování koncentrace kyseliny borité.

### Tlakový koeficient reaktivity moderátoru
Tlakový koeficient reaktivity charakterizuje změnu reaktivity při změně jednotkové hustoty moderátoru. Má mnohem menší význam v porovnání s teplotním koeficientem (změna tlaku o 1 MPa má přibližně stejný efekt na reaktivitu jako změna o 1 °C v teplotě moderátoru).
V provozních podmínkách lehkovodních reaktorů je kladný a roste v průběhu cyklu v důsledku snížení koncentrace kyseliny borité.

### Dutinový koeficient reaktivity moderátoru
Tento koeficient vztahuje změnu reaktivity reaktoru k přítomnosti dutin v moderátoru nebo chladivu.
Pokud je voda v aktivní zóně nahrazena materiálem s velmi nízkou hustotou, tj. párou, plyny atd., dojde k negativní změně reaktivity. Ta se charakterizuje pomocí dutinového koeficientu reaktivity, který je definován jako změna reaktivity na procento dutin v aktivní zóně. Tento koeficient je užitečný při studiu účinků na reaktivitu vytvářenou tvorbou dutin v aktivní zóně. K tomu může docházet například při produkci páry a/nebo radiolytických plynů, jako je vodík nebo kyslík, podél povrchu palivového článku.
Dutinový koeficient reaktivity má velmi významnou roli při provozu varných reaktorů (BWR nebo RBMK) a zásadním způsobem ovlivňuje bezpečnost provozu reaktoru. Díky nízkému obsahu dutin je u tlakovodních reaktorů tento efekt v chladivu nevýznamný.

### Celkový výkonový koeficient reaktivity
Celkový výkonový koeficient reaktivity zahrnuje změny hustoty, teploty a tlaku moderátoru, dutinového efektu, teploty paliva a geometrie aktivní zóny. Výkonový koeficient je současně svázaný se změnou výkonové hladiny v aktivní zóně.
U tlakovodních reaktorů je výkonový koeficient reaktivity záporný a s vyhořením paliva dále klesá.

## Designy reaktorů z hlediska udržování stability (kritičnosti)
Aktivní zóna reaktoru a související chladicí systémy musí být navrženy tak, aby efekt jaderných zpětných vazeb měl tendenci kompenzovat rychlý nárůst reaktivity.
Z hlediska bezpečnosti reaktoru je záporný teplotní koeficient indikativní pro inherentní stabilitu. Pokud byl spuštěn přechodový jev reaktoru, který má za následek zvýšení teploty, výsledná změna reaktivity bude nutně negativní, což znamená, že se sníží koeficient násobení {\displaystyle {k_{ef}}}. Nakonec zvýšení teploty způsobí dostatečné snížení tak, že se reaktor odstaví. Naopak kladný teplotní koeficient reaktivity ukazuje na inherentní nestabilitu. Při kladném koeficientu bude mít přechodný jev vedoucí ke zvýšení teploty reaktoru za následek pozitivní změnu reaktivity a výsledné zvýšení koeficientu násobení {\displaystyle {k_{ef}}}. Zvýšený koeficient násobení bude provázen zvýšením počtu štěpení a následného uvolnění tepla a odpovídajícím zvýšením teploty, což následně vyvolá další pozitivní změnu reaktivity. Reaktor bude pokračovat v této tendenci, dokud na něj nebude působit převládající negativní činnost, nebo bude reaktor nakonec poškozen nebo dokonce zničen.

### Tlakovodní reaktor PWR
V tlakovodním reaktoru slouží („lehká“) voda jako chladivo reaktoru i jako moderátor. Palivo reaktoru se skládá z obohaceného uranu s podílem {\displaystyle {^{235}U}} kolem 3-5 %. Dlouhodobé kontroly reaktivity jsou uskutečněny použitím rozpustného absorbátoru neutronů (kyselina boritá) v chladicí vodě a regulačních tyčí, které se používají jak pro spouštění a odstavení reaktoru tak i pro krátkodobou kontrolu reaktivity. V normálním provozu vysoký tlak v reaktoru zajišťuje, že v aktivní zóně neprobíhá var. Zvýšení výkonu a tím i teploty reaktoru by způsobilo expanzi chladicí vody a tím by došlo ke ztrátě moderátoru z aktivní zóny reaktoru, se třemi hlavními účinky:
1. ztráta moderátoru, inklinující ke snížení reaktivity
2. snížení neutronového rozptylu, inklinující ke snížení reaktivity
3. snížení zachycení neutronů, inklinující ke zvýšení reaktivity

V typickém velkém PWR je únik neutronů z aktivní zóny malý, takže účinek (2.) je malý. Tlakovodní reaktory jsou navržené tak, že míra moderování je menší než optimální hodnota (tyto reaktory jsou podmoderované) a případná ztráta moderátoru způsobí pokles reaktivity. Jinými slovy, ztráta moderace vodou převáží účinky sníženého záchytu neutronů ve vodě. PWR má tedy záporný dutinový koeficient a spolu se záporným teplotním koeficientem paliva to zajišťuje, že celkový výkonový koeficient je záporný a reaktor je inherentně stabilní.

### Varný reaktor BWR
Varný reaktor je v případě reaktivních účinků velmi podobný reaktorům PWR. Rozdíl je v tom, že chladicí voda se vaří uvnitř aktivní zóny reaktoru, takže při normálním provozu jsou v chladivu dutiny. BWR má záporný dutinový koeficient a tato vlastnost v systému slouží ke změně úrovně výkonu.
Problémy se stabilitou mohou nastat pouze při spouštění nebo při přechodných jevech, které výrazně posouvají provozní oblasti varných reaktorů. Pokyny pro provoz těchto reaktorů obsahují pravidla, jak se vyhnout provozním režimům, které mohou způsobit výkono-dutinové oscilace.

### Pokročilý plynem chlazený reaktor AGR
Pokročilý plynem chlazený reaktor používá oxid uhličitý (CO2) jako chladivo a grafit jako moderátor. Palivo se skládá z obohaceného uranu s podílem {\displaystyle {^{235}U}} kolem 2,5 %. Zvýšení výkonu AGR by rychle zvýšilo teplotu paliva a chladiva, ale teplota grafitu by se nepatrně zvedla. Chladivo (CO2) má zanedbatelný vliv na reaktivitu. Teplotní koeficient moderátoru v AGR je kladný (kromě začátku kampaně, kdy není {\displaystyle {^{239}Pu}} přítomen). Nicméně časová konstanta moderátoru je velmi dlouhá (řádově 15 minut) a tento kladný koeficient neovlivňuje krátkodobou stabilitu reaktoru. Záporný teplotní koeficient paliva zajišťuje, že během krátkých časových úseků výkonový koeficient je záporný a reaktor je stabilní.

### Vodou chlazený - grafitem moderovaný reaktor RBMK
Reaktor RBMK je chlazen vařící vodou a moderuje se grafitem. Palivo se skládá z obohaceného uranu s 2% podílem {\displaystyle {^{235}U}}.
Aby se minimalizovala úroveň {\displaystyle {^{235}U}}, na kterou se palivo pro tento reaktor obohacuje, tak konstruktéři RBMK zvolili množství moderátoru (grafitu) velmi blízko optimální hodnoty. Důsledkem toho bylo, že na rozdíl od „podmoderovaných“ reaktorů PWR a BWR má změna množství chladicí vody v aktivní zóně relativně malý vliv na moderaci. V případě, že by se voda z aktivní zóny vypařila, tak by snížení záchytu neutronů mělo dominantní efekt, a tedy dutinový koeficient by byl kladný. Za normálních provozních podmínek reaktory RBMK mají mírně záporný výkonový koeficient, protože záporný teplotní koeficient paliva je právě dostatečný k tomu, aby překonal kladný dutinový koeficient. Nicméně když úroveň výkonu klesá, tak se dutinový koeficient a teplotní koeficient paliva zvyšují a při výkonu pod 20 % nominálního výkonu se výkonový koeficient stane pozitivním. Z tohoto důvodu provozní pravidla pro RBMK reaktory zakazují provoz pod 20 % nominálního výkonu . Porušení tohoto předpisu bylo jednou z hlavních příčin jaderné havárie v Černobylu.